# Хуань Вэнь
Хуань Вэнь (кит. трад. 桓溫, упр. 桓温, 312—373), взрослое имя Юаньцзы (元子) — генерал империи Цзинь. Имел титул Наньцзюньский сюаньу-гун (南郡宣武公), однако после того, как в 403 году его сын Хуань Сюань узурпировал трон и провозгласил создание государства Чу, Хуань Вэнь посмертно был провозглашён чуским императором Сюаньу (楚宣武帝) с храмовым именем Тай-цзу ((太祖).

## Биография

### Молодые годы
Хуань Вэнь родился в 312 году в Лункане на территории современного уезда Хуайюань городского округа Бэнбу провинции Аньхой. Его отец Хуань И был губернатором округа. Ещё ребёнком его увидел генерал Вэнь Цзяо и отметил, что мальчик — особенный, после чего Хуань И дал сыну имя «Вэнь» в честь Вэнь Цзяо.
В 328 году во время восстания Су Цзюня Хуань И попытался сопротивляться войскам Су, но потерпел поражение и был убит генералом Хань Хуаном, получившим помощь от находившегося в подчинении Хунь И Цзян Бо. В 330 году, когда Цзян Бо уже умер, Хуань Вэнь убил сыновей Цзян Бо чтобы отомстить за отца; этот поступок принёс ему широкую известность. Так как он был способным человеком, а его отец погиб за императора, то Хуань Вэнь был избран в качестве жениха для Сыма Синнань, принцессы Цзянькан (南康長公主) — сестры императора Чэн-ди. Хуань Вэнь унаследовал титул отца «Ваньнин-нань» (萬寧男) и постепенно делал карьеру, став в итоге губернатором провинции Сюйчжоу (徐州). Юй И — дядя императора Чэн-ди — был впечатлён его талантами и доверял ему. Во время недолгого правления императора Кан-ди Хуань Вэнь был одним из немногих, поддержавших в 343 году так и не реализованный план Юй И кампании против государства Поздняя Чжао. После смерти Юй И в 345 году главный министр Хэ Чун назначил Хуань Вэня в качестве преемника Юй И в должности командующего войсками в провинции Цзинчжоу.

### Кампания против Чэн/Хань
Вскоре после назначения в Цзинчжоу Хуань Вэнь обратил внимание на расположенное западнее государство Чэн (Хань), чей правитель Ли Ши плохим управлением потерял доверие подданных. Большинство генералов полагали, что географические барьеры, отделяющие это государство от Цзинь, делают его неприступным, а если цзиньская армия всё-таки пойдёт туда, её отсутствием может воспользоваться для внезапной атаки государство Поздняя Чжао. Однако зимой 346 года Хуань Вэнь отправил доклад с просьбой о разрешении атаковать Чэн/Хань, а затем, не дожидаясь ответа центрального правительства, выступил в поход. Весной 347 года Ли Ши отправил на его перехват силы под командованием Ли Фу, Ли Цюаня и Цзань Цзяня, но Хуань Вэнь проскользнул мимо них и направился прямо на Чэнду. Ли Ши собрал оставшиеся войска и предпринял контратаку, которая поначалу была успешной. Испуганный Хуань Вэнь приказал отходить, но сигнальщик в панике вместо гонга (сигнализирующего отход) ударил в барабан (сигнализирующий атаковать). Цзиньские войска яростно атаковали и разгромили противника, позволив Хуань Вэню войти в Чэнду. Ли Ши бежал, но вскоре прислал скромную петицию, извещающую о капитуляции. После этого он сдался лично, принеся с собой гроб (что символизировало готовность принять смерть). Хуань освободил его и отправил в столицу империи Цзинь город Цзянькан, где император Му-ди простил его и даровал ему титул Гуйи-хоу (歸義侯). Хуань Вэнь получил в награду титул «Линьхэ-цзюньгун» (臨賀郡公).

### Правительственные интриги
Разгром государства Чэн/Хань вызвал страх у чиновников империи Цзинь: они испугались, что молодой амбициозный генерал попытается взять под контроль правительство. Чтобы противостоять влиянию Хуань Вэня, императорский родственник Сыма Юй приблизил к себе Инь Хао и Цай Мо. Это привело к открытому соперничеству между Хуань Вэнем и Инь Хао. Соперничество усилилось после того, как в 350 году Инь Хао приобрёл ещё больше власти после отстранения Цай Мо за непочтительность по отношению к императору.
В последующие годы, когда в 349 году скончался правившей Поздним Чжао Ши Ху, и между его сыновьями началась борьба за престол, Хуань Вэнь постоянно обращался к императорскому двору с просьбами разрешить ему выступить на север и отвоевать эти земли для империи Цзинь, но ему постоянно отказывали — даже после того, как неудачей закончился поход императорского родственника. В 352 году Хуань Вэнь, раздражённый тем, что ему постоянно отказывают, поднял войска и сделал вид, что собирается выступать на столицу. Шокированный Инь Хао собрался поначалу подать в отставку, либо выслать Хуань Вэню императорский вымпел с белым тигром (騶虞幡) в знак требования распустить войска, но потом, по совету Ван Бяочжи, попросил Сыма Юя написать Хуань Вэню письмо в осторожно подобранных выражениях, призывающее его остановиться.
Тем временем Инь Хао подготовил собственные походы на север, но они в 352 году закончились катастрофой. Хуань Вэнь подал петицию с требованием отставки Инь Хао. Инь Хао был низведён до статуса простолюдина и выслан, после чего обращения Хуань Вэня ко двору более не отвергались.

### Северные походы

#### Против Ранней Цинь
Устранив Инь Хао, Хуань Вэнь предпринял в 354 году большое наступление против одного из возникших на месте Позднего Чжао государств — Ранней Цинь. Его армия подавила сопротивление Ранней Цинь и достигла её столицы Чанъаня, но Хуань Вэнь не решался предпринять последнюю атаку. В это время Хуань Вэнь повстречался с Ван Мэном. Будучи впечатлённым его знаниями, Хуань Вэнь спросил Ван Мэна, почему люди Ранней Цинь не изъявят покорность Цзинь. Ван Мэн ответил, что люди не уверены в намерениях Хуань Вэня, и указал, что не решается перейти реку Ба восточнее Чанъаня. Ситуация стала патовой, у Хуань Вэня начало кончаться продовольствие, и он был вынужден отвести войска.

#### Против Яо Сяна
В 356 году Хуань Вэнь подал петицию, требующую возвращения столицы империи в Лоян, но имперское правительство отклонило её, вместо этого приказав ему атаковать Яо Сяна, который, ранее восстав против Инь Хао, захватил много городов в районе Лояна. Хуань Вэнь двинул войска, поймал Яо Сяна в ловушку и разгромил его, сам Яо Сян бежал на запад. Защитив район Лояна, в 362 году Хуань Вэнь вновь предложил вернуть туда столицу, но это предложение было опять отклонено.

#### Против Ранней Янь
В последующие несколько лет Хуань Вэнь занимался укреплением своей власти. Он пригласил в свой штат ряд способных людей, включая Се Аня, Ван Таньчжи, Чи Чао, Ван Сюня и Се Сюаня. Хуань Вэнь не предпринимал новых походов на север, опасаясь встретиться в битве с Мужун Кэ из государства Ранняя Янь. В 365 году император Ай-ди скончался от отравления пилюлей, принятой им с целью достижения бессмертия, и Хуань Вэнь был поначалу вызван в столицу чтобы стать регентом, но потом вызов был отменён, и он обосновался в Чжэци (в современном Уху провинции Аньхой), наблюдая издали за ситуацией в Цзянькане.
В 365 году Мужун Кэ атаковал Лоян. Хуань Вэнь и Сыма Юй хотели отбить его, но смерть Ай-ди помешала их планам. Позднее в провинции Лянчжоу (юг современной провинции Шэньси) восстал генерал Сыма Сюнь, и Хуань Вэнь отправил генерала Чжу Сюя разгромить его. Сыма Сюнь был схвачен и казнён.
После смерти Мужун Кэ в 367 году Хуань Вэнь стал планировать нападение на государство Ранняя Янь. В 369 году он выступил в поход вместе с отцом Чи Чао Чи Инем, младшим братом Хуань Чуном и Юань Чжэнем; вскоре он отобрал войска у Чи Чао и поместил их под собственное командование. Несмотря на совет Чи Чао двигаться прямо на столицу Ранней Янь город Ечэн, Хуань Вэнь шёл медленно, постоянно громя войска Ранней Янь. Ему понадобилось три месяца чтобы дойти до Хуанхэ, после чего он опять заколебался, не решаясь переправиться через реку и атаковать Ечэн.
Правивший в Ранней Янь Мужун Вэй и императрица Кэцзухунь запаниковали, и хотели бежать в старую столицу Хэлун, но дядя Мужун Вэя Мужун Чуй решил предпринять последнюю попытку сопротивления. Мужун Чуй и его брат Мужун Дэ напали на войска Хуань Вэня, причинив им небольшие потери. Тем временем из-за того, что план по снабжению войск, за выполнение которого отвечал Юань Чжэнь, провалился, начало кончаться продовольствие, и Хуань Вэнь стал отводить армию. Мужун Чуй и Мужун Дэ устроили цзиньской армии ловушку, и почти полностью её уничтожили. Вскоре на помощь Ранней Янь подошли войска Ранней Цинь, и Хуань Вэнь потерпел ещё одно крупное поражение. Униженный Хуань Вэнь обвинил в своих неудачах Юань Чжэня и потребовал лишить его чинов и званий. Юань Чжэнь вместо того, чтобы смириться, оккупировал Шоучунь и восстал, попросив помощи у Ранней Янь и Ранней Цинь.

#### Против клана Юань Чжэня
Юань Чжэнь смог продержаться в Шоучуне, отбив несколько атак сил Хуань Вэня. В 370 году он умер, и ему наследовал сын Юань Цзинь. Войска Хуань Вэня под командованием генералов Чжу Яо и Хуань Шицяня (племянника Хуань Вэня) смогли разбить войска Ранней Янь и Ранней Цинь, отправленные на помощь Юань Цзиню. Осенью 370 году Хуань Вэнь лично прибыл к Шоучуню и окружил его. В это время Ранняя Цинь напало на Раннюю Янь, и войска Ранней Янь ушли. После завоевания государством Ранняя Цинь государства Ранняя Янь ситуация для Шоучуня ухудшилась ещё больше. Силы Ранней Цинь, посланные для деблокады Шоучуня, были весной 371 года разбиты Хуань Вэнем. После этого Хуань Вэнь взял Шоучунь, и вырезал род Юань вместе с родом поддержавшего Юань Чжэня Чжу Фу.

### Смещение императора Фэй-ди
Хуань Вэнь долгое время желал сесть на трон империи Цзинь. Его исходный план заключался в том, чтобы после победы над Ранней Янь вернуться в Цзянькан и вынудить правительство выдать ему «девять даров», после чего занять трон. Однажды он попросил предсказателя Ду Цзюна, известного своими точными пророчествами, сказать, чего он достигнет в жизни. Ду ответил: «Ваши достижения велики, как Вселенная, и вы достигнете высочайшего положения среди подданных императора». Это предсказание опечалило Хуань Вэня, так как он рассчитывал занять положение большее, чем императорский подданный.
После взятия Шоучуня Хуань Вэнь спросил Чи Чао, реабилитировался ли он за унижение после поражения при Фантоу, и Чи Чао честно ответил ему, что нет. Тогда, чтобы показать мощь Хуань Вэня, они решили сместить императора. Так как император вёл себя осторожно, и не допускал ошибок, они решили распространить слухи о его импотенции и неспособности иметь детей, а его дети от наложниц на самом деле являются детьми его приближённых Сян Луна, Цзи Хао и Чжу Линбао, с которыми он также, якобы, имел гомосексуальные отношения. Затем Хуань Вэнь и Чи Чао прибыли в столицу, и вынудили вдовствующую императрицу Чу подписать предложенный им указ о смещении императора. Император был понижен в ранге до «Дунхай-вана» (東海王), а на трон был посажен Сыма Юй. Тем временем был издан ряд указов, направленных на запугивание чиновников и усиление власти Хуань Вэня — о смещении брата нового императора Сыма Си и о казни по подложным обвинениям многих членов влиятельных кланов Инь и Юй.

### Колебания относительно трона и смерть
В 372 году император Цзяньвэнь-ди заболел, и издал один за другим четыре указа, призывающие Хуань Вэня в столицу — верный признак того, что он намерен передать Хуань Вэню трон — но Хуань Вэнь каждый раз отказывался, думая, что это ловушка. В результате, если в первом варианте завещания императора предусматривалась возможность занятия трона Хуань Вэнем, то потом оно было переписано, оставляя Хуань Вэня лишь регентом.
Вскоре император умер. Так как Хуань Вэнь отсутствовал в столице, власть постепенно перешла в руки Се Аня и Ван Танчжи. Это не понравилось Хуань Вэню, но он опять отверг предложение прибыть в столицу и стать регентом. Он посетил столицу лишь в 373 году, и распространились слухи, что он может казнить Се Аня и Ван Танчжи и занять трон, однако вопреки этому он был встречен Се Анем и Ван Танчжи, посетил молодого императора и вернулся в Гушу. Осенью 373 года он заболел и, передав дела брату Хуань Чуну, умер. Несмотря на тайную радость императорских чиновников в связи с его смертью, он был формально похоронен с великими почестями.